# Wirowość
Wirowość – pojęcie używane w dynamice płynów. W najprostszym rozumieniu, wirowość mierzy skłonność cząstek płynu do zmiany orientacji w przestrzeni „skręcania”.
Wirowość w fizyce jest określana przez cyrkulację i rotację (a dokładniej, lokalnego kąta rotacji) w płynie.
Średnia wirowość {\displaystyle \omega _{av}} w małym obszarze przepływu płynu jest równa cyrkulacji {\displaystyle \Gamma } po obwodzie małego obszaru, podzielonym przez jego pole A.
{\displaystyle \omega _{av}={\frac {\Gamma }{A}}.}
Wirowość w punkcie jest granicą przy polu badanego obszaru dążącym do 0:
{\displaystyle \omega ={\frac {d\Gamma }{dA}}.}
Matematycznie wirowość jest polem wektorowym i jest zdefiniowana jako rotacja pola prędkości:
{\displaystyle {\vec {\omega }}={\vec {\nabla }}\times {\vec {v}}.}

## Dynamika płynów
W dynamice płynów, wirowość jest zdefiniowana jako rotacja pola prędkości płynu. Można również traktować ją jako cyrkulację na jednostkę pola w pewnym punkcie przepływu płynu. Jest to wielkość wektorowa, której kierunek jest zgodny z osią obrotu płynu. Dla przepływu dwuwymiarowego wektor wirowości jest prostopadły do płaszczyzny.
Dla płynów o lokalnie „sztywnej rotacji” dookoła osi (tzn. poruszających się jak obracający się walec), wirowość wynosi dwukrotność prędkości kątowej elementu płynu. Pole bezwirowe nie ma wirowości, chociaż, co nie jest intuicyjne, pole bezwirowe może mieć niezerową prędkość kątową (np. płyn obracający się dookoła osi ze swoją styczną prędkością odwrotnie proporcjonalną do odległości od osi obrotu ma zerową wirowość).
Pewnym sposobem na zwizualizowanie sobie wirowości jest wyobrażenie pewnej małej części płynu jako stałego fragmentu i usunięcie reszty. Jeśli ta nowa stała cząstka będzie się obracać, a nie tylko płynąć wzdłuż przepływu, to przepływ ma niezerową wirowość.
| Przykłady przepływu z wirowością:                                                                     |                                  |                         |
| |                                  |                         |
| Obrót bryły sztywnej jako wir v ∝ r                                                                   | Przepływ równoległy ze ścinaniem | Wir potencjalny v ∝ 1/r |
| Gdzie v prędkość przepływu, r odległość od środka obrotu. Bezwzględne prędkości zaznaczonych punktów: |                                  |                         |
| |                                  |                         |
| Prędkości (powiększone) względem zaznaczonego punktu:                                                 |                                  |                         |
| |                                  |                         |
| Wirowość ≠ 0                                                                                          | Wirowość ≠ 0                     | Wirowość = 0            |